# Agulha dos Pequenos Charmoz
A Agulha do Pequeno Charmoz - Aiguille du Petits Charmoz em francês - é um dos cumes do grupo conhecido pelas Agulhas de Chamonix no  Maciço do Monte Branco, na  França.
Tanto os Pequenos Charmoz como as  Agulha dos Grandes Charmoz se encontram citados nos no 9 e 32 das 100 mais belas corridas de montanha.
Além do itinerário normal (ver Características) que passa pelo Colo do Buche ainda existem a travessia (AD/II 4b) com uma desnível de 600 m, e a via Fernand Pareau (TD/P4 6b)

## Características
- Altitude min/max ; 2000 m/2867 m
- Desnível : +800 m
- Orientação : Sudoeste
- Tempo de percurso : 1/2 dia
- Cotação global : PD/II
- Refúgio : Plan de l'Aiguille  2310m

## Imagens
Camp 2 camp